# Josef von Reichlin-Meldegg
Josef Carl August Freiherr von Reichlin-Meldegg (* 19. Januar 1806 in Reichenau; † 29. März 1876 in Freiburg im Breisgau) war ein seit 1836 im badischen Staatsdienst stehender Jurist und Amtsvorstand, vergleichbar mit einem heutigen Landrat.

## Leben

### Herkunft
Reichlin-Meldegg war ein Sohn des Obervogts der Insel Reichenau und späteren Hofgerichtsrats in Freiburg Josef Alexander Freiherr von Reichlin-Meldegg (1769–1812) und der Maria Auguste, geborene Leuthin († 1826). Der Philosoph Karl Alexander von Reichlin-Meldegg war sein älterer Bruder.

### Ausbildung
Reichlin-Meldegg besuchte das Freiburger Gymnasium und studierte ab dem Wintersemester 1824/25 bis zum Wintersemester 1827/28 Rechtswissenschaften an der Universität Freiburg, wo er sich 1822 der Freiburger Burschenschaft und 1826 dem Corps Suevia Freiburg anschloss, und wurde nach erfolgreichem Staatsexamen zum 16. Januar 1829 Rechtspraktikant. Weitere Stationen seiner Ausbildung waren:
- 16. Februar 1829 Aktuar beim Bezirksamt Lörrach
- 19. Februar 1830 Rechtspraktikant beim Bezirksamt Rheinbischofsheim
- 13. Mai 1831 erhielt er Schriftverfassungsrecht in gerichtlichen Sachen und am 17. Juni 1831 in Administrativsachen
- 14. Januar 1832 beschäftigt im Sekretariat des Hofgerichts des Mittelrheinkreises in Rastatt
- 28. Juni 1833 beim Hofgericht des Oberrheinkreises in Freiburg im Breisgau
- 30. Januar 1834 Hofgerichtssekretär zunächst in Freiburg im Breisgau und anschließend in Rastatt

### Karriere
Am 4. Februar 1836 wurde er Assessor beim Bezirksamt Müllheim und dort am 1. Februar 1838 zum Amtmann ernannt. Am 27. Juni 1839 wurde er zweiter Beamter beim Bezirksamt Lörrach und am 7. September 1841 Amtsvorstand beim Bezirksamt Bonndorf. Am 15. Dezember 1842 wurde er Amtsvorstand beim Bezirksamt Philippsburg, wo er am 4. Januar 1844 zum Oberamtmann befördert wurde. In kurzen Abständen wurde er ab dem 2. April 1848 Amtsvorstand beim Bezirksamt Staufen, ab dem 27. April 1848 beim Bezirksamt Bühl und ab dem 8. September 1849 beim Bezirksamt Breisach. Vom 11. November 1855 bis 28. April 1856 war er wegen Krankheit vom Dienst befreit. Zum 14. April 1859 wurde er zum Regierungsrat ernannt und trat gleichzeitig die Stelle als Kollegialmitglied bei der Regierung des Seekreises in Konstanz an. Am 12. September 1860 wurde er zum Geheimen Regierungsrat ernannt und schließlich zum 26. November 1862 in den Ruhestand versetzt.

### Familie
Josef von Reichlin-Meldegg heiratete im Juli 1835 Eleonore Burstert, eine Tochter des Regierungsrats Burstert aus Freiburg im Breisgau. Aus dieser Ehe gingen die Söhne Hermann (1836–1872), Albert (1838–1893) und Eugen (1842–1892) hervor. Zwei weitere Kinder sind früh gestorben.

## Auszeichnungen
- 1845 Ritterkreuz des Verdienstordens vom Heiligen Michael
- 1856 Ritterkreuz des Ordens vom Zähringer Löwen

## Veröffentlichungen
- Der Rastatter Gesandtenmord. Nach den Quellen dargestellt und beleuchtet. Winter, Heidelberg 1869, Volltext in der Google-Buchsuche
- Aus den Erinnerungen eines badischen Beamten, Bd. 1: Praktikanten-Jahre, Freiburg im Breisgau 1872; Bd. 2: Im Staatsdienste, Mannheim 1874 (Digitalisat).